# Тауро
Тауро — лагунное озеро на острове Сахалин, в Углегорском муниципальном районе Сахалинской области.
На берегу озера расположен город Шахтёрск, раньше проходила узкоколейная железная дорога Шахтёрского погрузочно-транспортного управления.
Площадь озера составляет 3 км², водосборная площадь — 46,5 км². В озеро впадает река Шахтёрская.